# Computer idea
Computer idea è una rivista italiana di informatica fondata nel 2000 da VNU Business Publications Italia. Il primo direttore è Claudio De Falco, cui succede nel 2003 Andrea Maselli, già vice direttore. Dopo una breve interruzione, nel 2012 è stata rilanciata edita da Sprea Editori e diretta da Luca Sprea.

## Storia
Nacque nel febbraio del 2000 ed era il primo periodico quattordicinale dedicato al PC mai pubblicato in Italia.
Presentava un formato lungo e stretto e una foliazione di 100 pagine, poi passata a 84 in maniera più o meno stabile.
L'elemento editoriale più caratteristico era la sua sezione centrale staccabile, denominata Passo a passo: qui viene descritto l'uso di numerosi programmi, servizi on-line e siti Web con un approccio didattico, ossia una serie di "passi" ciascuno illustrato dalla relativa schermata catturata dal monitor del PC.
Con Computer idea, in realtà, l'editore italiano, BPI (Business Publications Italia), branca di una multinazionale olandese, riproponeva una formula editoriale già sperimentata in altri paesi europei. VNU pubblica infatti anche Computer Active (in Gran Bretagna), Computer Idee (nei Paesi Bassi) e Computer !dea (in Spagna), tutte con il medesimo taglio popolare, seppure con contenuti differenti e originali.
Il 16 luglio 2007, dopo un aspro confronto sindacale con la direzione di VNU BPI, Computer idea venne acquisita da Acacia Edizioni SRL.
Dal 1º dicembre 2011 Computer idea è stata pubblicata dalla casa editrice 1Plus SRL (ex Acacia Edizioni). La redazione era sita in Via Riccardo Lombardi 19/4, a Milano. La pubblicazione è cessata poco tempo dopo, con il fallimento di 1Plus SRL.
L'editore Sprea ha lanciato nel luglio 2012 una rivista molto simile, Il mio computer ideale (reso graficamente in copertina con un "!" al posto della L), rinominata nel 2013 Computer idea! e nel 2014 Il mio computer idea!. Il mio computer idea!e iniziò come numero speciale di Il mio computer della Sprea, rivista che con editore variabile esisteva già dal 1996, e che venne poi assorbita da Computer idea!. Dal 2018 (n. 148) si è tornato a utilizzare in copertina il titolo Computer idea!.
L'ex direttore Maselli non ha legami con la rivista Sprea e la ritenne un plagio di Computer idea.

## Evoluzione
Computer idea vide diverse trasformazioni editoriali dalla sua nascita. La prima avvenne nell'ottobre del 2002, quando, con il numero 71, il formato della rivista venne ridimensionato, perdendo così uno dei suoi aspetti più caratteristici: si passò dai 32 ai 28,5 cm di lunghezza, mentre la larghezza rimaneva pressoché invariata. La modifica più radicale risalì invece all'ottobre del 2005, quando la rivista venne completamente ridisegnata adattandosi alla consorella inglese Computer Active: cambiò la testata, la copertina e l'impaginazione dell'intera rivista.
Con Sprea Editori la rivista diventa quattordicinale e riduce la foliazione a 47 pagine.

## La struttura della rivista
Sebbene la struttura cambiasse da numero a numero, Computer idea comprendeva essenzialmente le seguenti sezioni principali:
- Audio e video: era la rubrica di più recente creazione. Curata quasi sempre da Renzo Zonin, già caporedattore dell'ex rivista BIT edita da Jackson (che sarà poi acquistata da VNU e trasformata in VNU BPI), questa sezione era dedicata al montaggio video, all'editing dell'audio, alla fotografia digitale, alla stampa e a tutto quello che di "artistico" si può fare con un PC.
- A confronto: quasi sparita negli ultimi numeri in edicola, questa sezione era dedicata a prove comparative di determinate categorie di prodotti informatici. Dai PC completi alle schede video, dagli scanner ai lettori MP3, ecc. Ogni prodotto era analizzato nei laboratori dell'editore e giudicato. Due "bollini" indicavano rispettivamente il "miglior prodotto del test in assoluto" e "il più conveniente".
- Internet: la sezione era dedicata a ogni genere di tematica che coinvolge la Rete. Si andava dai software ad essi dedicati, ai servizi on-line più utili o diffusi, fino ai pericoli cui sono esposti i naviganti. La rubrica era curata da Lorenzo Cavalca.
- Software: in questa rubrica, come il nome fa evincere, trovavano posto articoli sul sistema operativo e ogni genere di programma in commercio. Si trattava spesso di articoli di vasto respiro dedicati ad una singola tematica (per esempio "gli antivirus"), ma anche di confronti tra prodotti analoghi o singole e ampie recensioni monotematiche. Da tempo la rubrica era appannaggio di Elena Avesani.
- In copertina: questa rubrica, assente nel Computer Idea delle origini, nacque con il vasto restyling del 2005 ed incarnava una filosofia editoriale tipicamente inglese, ossia quella della "cover story". In sostanza era una sezione dedicata all'argomento esposto in copertina, quale che esso sia, senza distinzioni di tipo merceologico. A questo proposito bisogna dire che Computer Idea aveva presentato numerose copertine "anomale" rispetto al paradigmi tipici del settore dell'editoria informatica, con pezzi equiparabili al giornalismo di inchiesta, riguardanti tematiche molto scottanti. Va ricordata ad esempio la copertina del numero 86, pubblicata nel maggio 2003, dedicata al nascente fenomeno dei "dialer", i programmi gonfiabolletta che hanno depredato le tasche di migliaia e migliaia di italiani. Computer Idea è stata la prima rivista specializzata a portare alla luce l'inquietante fenomeno.
- Vediamoci chiaro: anche questa era una rubrica dei tempi andati, che non ha superato il restyling. Era la sezione più giornalistica della rivista. Era proprio qui che trovavano posto i pezzi di inchiesta descritti sopra, e altri articoli che di solito non hanno asilo nelle riviste specializzate, come aspetti giuridici dei contratti a distanza, clausole contrattuali dei servizi telefonici, il funzionamento delle garanzie e molto altro ancora.
- Passo a passo: era la parte centrale, e staccabile, della rivista. Gestita inizialmente da Luisa Tatoni poi, per più di dieci anni, da Gianluigi Bonanomi.
- L'esperto: rubrica ad alto contenuto di "pratica". Si trattava dell'angolino del "fai da te", quasi fosse l'estratto di un manuale adatto anche ai principianti. Quindi "come installare la scheda video", "come creare una rete locale", "come formattare un disco fisso" e chi più ne ha ne metta.
- Vita al PC: si trattava di una sezione dedicata a tutto quello che ruoto intorno all'utilizzo del computer. In questa rubrica trovavano spazio articoli sulla manutenzione del PC, il retrocomputing, al risparmio energetico o ai telecomandi universali. Gli argomenti trattati in questa rubrica erano tutte quelle materie, non necessariamente borderline, che difficilmente potevano rientrare nelle altre sezioni della rivista.
- Angolo del tecnico: era la rubrica di più recente creazione; era dedicata agli interventi tecnici che chiunque può effettuare sull'hardware del PC: era quasi sempre corredata da un Passo a passo fotografico esplicativo.
- Tempo libero: Si trattava delle pagine dedicate agli articoli nei quali erano illustrati pregi e difetti dei prodotti d'intrattenimento legati all'utilizzo del PC e di console. È in questa sezione che venivano pubblicate le recensioni di videogiochi e dei DVD. C'era anche una pagina dedicata alla presentazione dei saggi, manuali e libri riguardanti l'approfondimento di taluni aspetti dell'informatica e delle nuove tecnologie.

Dal 2012 sotto Sprea Editori ogni numero contiene le medesime rubriche:
- Le risposte dell'esperto: uno spazio dedicato alle risposte che arrivano alla redazione da parte dei lettori sui problemi informatici.
- In pratica: una rubrica dedicata a spiegazioni passo-passo su come usare al meglio il proprio computer.
- Da sapere: curiosità e argomenti non pratici per rendere il lettore un esperto hi-tech.
- Recensioni: recensioni dei nuovi prodotti lanciati sul mercato.
- Trucchi: i segreti per ottenere il massimo dal pc.
- Mondo App: rubrica dedicata alla scoperta e al miglioramento dell'uso delle app: analisi e racconto di sei applicazioni.
- Forse non sai che: curiosità su personaggi e avvenimenti legati al mondo della tecnologia.